# Zespół archiwalny
Zespół archiwalny według oficjalnej definicji, stosowanej w polskiej archiwistyce, stanowi: całość dokumentacji, uznanej według odrębnych zasad za wieczystą (kategoria archiwalna A) zgromadzona przez jednego, ustrojowo odrębnego twórcę - samodzielny urząd lub osobę fizyczną, w tym zarówno dokumenty wytworzone przez twórcę zespołu, jak i przez niego otrzymane zgodnie z kompetencjami w toku wykonywania czynności. Pojęcia "zespół archiwalny" używa się tylko wobec materiałów zarchiwizowanych, tzn. tych, które znajdują się w zasobie archiwum. Dokumentacja znajdująca się nadal u twórcy zespołu najczęściej określana bywa mianem registratury.
Pojęcie zespołu archiwalnego wywodzi się z archiwistyki francuskiej, która pierwsza wprowadziła w 1841 zasadę wyodrębniania spuścizny archiwalnej każdej instytucji lub osoby w odrębną grupę akt.
Wyróżnia się różne rodzaje zespołów archiwalnych:
1. ze względu na budowę wewnętrzną:
  - zespoły archiwalne proste – powstałe w wyniku działania twórcy zespołu, którego kompetencje i organizacja nie ulegały większym zmianom powodującym przejmowanie (sukcesję) materiałów archiwalnych od innych instytucji.
  - zespoły archiwalne złożone:
    1. powstałe w wyniku działania twórcy zespołu, którego kompetencje i organizacja ulegały znacznym zmianom powodującym przejmowanie (sukcesję) od innych instytucji materiałów archiwalnych, które uległy takiemu połączeniu z materiałami sukcesora, że wyłączanie ich jest niemożliwe lub niecelowe;
    2. powstałe w wyniku działalności w ramach jednej instytucji kilku niezależnych i równorzędnych kancelarii, powodującej wewnętrzne powikłanie struktury zespołu.
2. Ze względu na czas działalności twórcy zespołu:
  - zespoły archiwalne zamknięte – zespoły, których twórca zakończył swą działalność i nie będzie już wytwarzał ani gromadził dokumentacji (np. Komitet Centralny Polskiej Zjednoczonej Partii Robotniczej);
  - zespoły archiwalne otwarte – zespoły, do których dopływają stopniowo ulegające archiwizacji materiały archiwalne od czynnie prowadzącego działalność twórcy zespołu (np. Urząd Wojewódzki w Łodzi).
3. Ze względu na inne cechy:
  - zespoły archiwalne przykładowe – przykładowo zachowane zespoły pochodzące z grupy jednorodnych twórców zespołów nie podlegających szczególnemu nadzorowi archiwalnemu;
  - zespoły archiwalne typowe – zespoły nie brakowane, zachowane celowo dla poznania całokształtu działalności jego twórcy, a zwłaszcza sposobu i techniki jego urzędowania;
  - zespoły archiwalne szczątkowe – zespoły, których materiały archiwalne zachowały się w ilości uniemożliwiającej pełne zbadanie żadnej z istotnych funkcji jego twórcy.